# Morteaux-Coulibœuf (tổng)
Tổng Morteaux-Coulibœuf là một tổng thuộc tỉnh Calvados trong vùng Normandie.

## Địa lý
Tổng này được tổ chức xung quanh Morteaux-Coulibœuf ở quận Caen. Độ cao khu vực này dao động từ 25 m (Vendeuvre) đến 228 m (Les Moutiers-en-Auge) với độ cao trung bình 76 m.

## Hành chính
| Giai đoạn             | Ủy viên          | Đảng | Tư cách                                                                                  |
| --------------------- | ---------------- | ---- | ---------------------------------------------------------------------------------------- |
| 1994 - 2001           | Robert Malas     | DVD  |                                                                                          |
| 2001 - 24 tháng 3 (1) | Gilles Bennehard | DVD  | Thị trưởngÉpaney                                                                         |
| 24 tháng 3 - actuel   | Clara Dewaele    | DVD  | Plus jeune conseillère générale de France après avoir été suppléante de Gilles Bennehard |

## Các đơn vị trực thuộc
Tổng Morteaux-Coulibœuf gồm 20 xã với dân số 4 382 người (điều tra dân số năm 1999, dân số không tính trùng)
| Xã                    | Dân số | Mã bưu chính | Mã insee |
| --------------------- | ------ | ------------ | -------- |
| Barou-en-Auge         | 69     | 14620        | 14043    |
| Beaumais              | 164    | 14620        | 14053    |
| Bernières-d'Ailly     | 212    | 14170        | 14064    |
| Courcy                | 141    | 14170        | 14190    |
| Crocy                 | 289    | 14620        | 14206    |
| Épaney                | 315    | 14170        | 14240    |
| Ernes                 | 285    | 14270        | 14245    |
| Fourches              | 151    | 14620        | 14283    |
| Jort                  | 306    | 14170        | 14345    |
| Louvagny              | 64     | 14170        | 14381    |
| Le Marais-la-Chapelle | 63     | 14620        | 14402    |
| Morteaux-Coulibœuf    | 514    | 14620        | 14452    |
| Les Moutiers-en-Auge  | 121    | 14620        | 14457    |
| Norrey-en-Auge        | 76     | 14620        | 14469    |
| Olendon               | 168    | 14170        | 14476    |
| Perrières             | 252    | 14170        | 14497    |
| Sassy                 | 184    | 14170        | 14669    |
| Vendeuvre             | 734    | 14170        | 14735    |
| Vicques               | 50     | 14170        | 14742    |
| Vignats               | 224    | 14700        | 14751    |

## Biến động dân số
| 1962                                                     | 1968  | 1975  | 1982  | 1990  | 1999  |
| -------------------------------------------------------- | ----- | ----- | ----- | ----- | ----- |
| 5 489                                                    | 5 269 | 4 682 | 4 565 | 4 462 | 4 382 |
| Nombre retenu à partir de 1962 : dân số không tính trùng |       |       |       |       |       |